# 十廻向
十廻向（じゅうえこう）は、菩薩が修行して得られる菩薩五十二位の中、下位から数えて第31番目から第40番目の位をいう。
十行の上位にあたり十地の下位にあたる。十行を終わって更に今迄に修した自利・利他のあらゆる行を、一切衆生の為に廻施すると共に、この功徳を以って仏果に振り向けて、悟境に到達せんとする位。上位から、入法界無量廻向・無縛無著解脱廻向・真如相廻向・等心随順一切衆生廻向・随順一切堅固善根廻向・無尽功徳蔵廻向・至一切処廻向・等一切諸仏廻向・不壊廻向・救護一切衆生離衆生相廻向の10の位階がある。 
入法界無量廻向（にゅうほうかい・むりょう・えこう）
法界に等しい無量の仏を見（まみ）えて、無量の衆生を調伏し、この善根を以って一切の衆生に廻向する菩薩。
無縛無著解脱廻向（むばく・むじゃく・げだつ・えこう）
一切の善根を軽んぜず、相に縛せられず、見に執着しない解脱の心を以って善根を回向する菩薩。
真如相廻向（しんにょそう・えこう）
修するところの善根を真如に合わせて廻向を完成する。真如相に如（かな）うて真如の如く廻向の行を修する菩薩。
等心随順一切衆生廻向（とうしんずいじゅん・いっさいしゅじょう・えこう）
無量の善根を修習し、衆生のために無上の福田となり、衆生を清浄ならしめ廻向する菩薩。
随順一切堅固善根廻向（じゅうじゅん・いっさいけんご・ぜんこん・えこう）
入一切平等善根廻向ともいう。一切の施行を説き、清浄の布施を詳説し回向する菩薩。
無尽功徳蔵廻向（むじんくどくぞう・えこう）
一切の善根を廻向して、この廻向によって十種の無尽功徳の蔵を得て、一切の仏刹を荘厳する菩薩。
至一切処廻向（しいっさいしょ・えこう）
善根を修し、その善根の功徳の力を一切処に至らしめ廻向する菩薩。
等一切諸仏廻向（とういっさい・しょぶつ・えこう）
三世（過去現在未来）の諸仏の所作を学し、その通りに衆生を廻向する菩薩。
不壊廻向（ふえ・えこう）
三宝において不壊の信心を得て、この善根を以って廻向を成する菩薩。
救護一切衆生離衆生相廻向（くごいっさいしゅじょう・りしゅじょうそう・えこう）
十廻向の初地・始位。一切衆生を救護しながら、しかも衆生を救護する執着を離れる菩薩。